# Fuochi d'artificio (serie televisiva)
Fuochi d'artificio è una serie televisiva italiana del 2025 diretta da Susanna Nicchiarelli e tratta dal romanzo omonimo di Andrea Bouchard, che parla della resistenza attuata da alcuni giovanissimi partigiani nelle valli piemontesi durante il fascismo.
La serie è stata trasmessa in prima visione e in prima serata su Rai 1 il 15, 22 e 25 aprile 2025, in occasione dell'80º anniversario della Liberazione.

## Trama
1944, Alpi piemontesi. Marta, Davide, Sara e Marco sono quattro adolescenti che desiderano la fine della guerra e poter riabbracciare i familiari. A causa della loro giovane età, che consente loro di evitare perquisizioni, decidono di aiutare clandestinamente i partigiani scegliendo come nome di battaglia collettivo "Sandokan", nelle vesti di un fantomatico ribelle che combatte contro i nazisti e i fascisti. A seguito di peripezie tra i monti, i quattro ragazzini partecipano alla vittoria dei partigiani durante la guerra di liberazione italiana.

## Produzione
Le riprese hanno avuto inizio l'8 maggio 2023 e sono terminate a metà dell'ottobre seguente.
La serie è stata realizzata interamente in Piemonte tra la Val di Susa, la Val Chisone e diversi comuni delle Alpi piemontesi: il Forte di Exilles, Oulx, la frazione Rochemolles del comune di Bardonecchia, i comuni di Bardonecchia, Cesana, Exilles, Sestriere). Hanno collaborato attivamente alla realizzazione della serie anche la città metropolitana di Torino insieme ai comuni di Pragelato, Susa e Usseaux.

## Colonna sonora
La colonna sonora della serie è realizzata da Nicola Tescari.

## Promozione
Il trailer ufficiale è stato diffuso il 1º aprile 2025, mentre la conferenza stampa si è tenuta venerdì 4 aprile alle ore 12:45 presso l'Auditorium Parco della Musica Sala Petrassi di Roma.

## Riconoscimenti
- Nastri d'argento - Grandi Serie
  - 2025 – Candidatura alla miglior serie TV - Drama[7]